# Мартин Фетман
Мартин Джоузеф Фетман (на английски: Martin Joseph Fettman) е американски патолог и астронавт на НАСА, участник в един космически полет.

## Образование
Мартин Фетман завършва колеж в Бруклин, Ню Йорк през 1973 г. През 1976 г. се дипломира като бакалавър по животинско хранене в Университет Корнел, Итака, Ню Йорк. През 1980 г. завършва ветеринарна медицина и защитава магистърска степен по животинско хранене в същото висше учебно заведение. През 1982 г. защитава два доктората в Щатския университет на Колорадо: по философия и физиология. От 1984 г. е сертифициран като ветеринарен клиничен патолог от Американския колеж по ветеринарна патология. През 1989 г. става професор по патология в болницата Куийн Елизабет, Аделаида, Австралия. Има повече от 100 научни публикации в областта на патологията и предклиничните изследвания.

## Служба в НАСА
Мартин Дж. Фетман е избран за астронавт от НАСА на 6 август 1990 г., Група SLS-2. Взима участие в един космически полет.

### Полети
| Космически полет на Мартин Джоузеф Фетман                | Космически полет на Мартин Джоузеф Фетман | Космически полет на Мартин Джоузеф Фетман | Космически полет на Мартин Джоузеф Фетман | Космически полет на Мартин Джоузеф Фетман | Космически полет на Мартин Джоузеф Фетман | Космически полет на Мартин Джоузеф Фетман |
| №                                                        | Дата                                      | КК                                        | Емблема на мисията                        | Функции                                   | Продължителност                           |                                           |
| -------------------------------------------------------- | ----------------------------------------- | ----------------------------------------- | ----------------------------------------- | ----------------------------------------- | ----------------------------------------- | ----------------------------------------- |
| 1                                                        | 18 октомври 1993                          | „Колумбия“, мисия STS-58                  |                                           | Специалист по полезния товар              | 14 денонощия 00 часа 12 мин. 32 сек.      |                                           |
| Сумарно време в космоса – 14 дни 00 часа 12 мин. 32 сек. |                                           |                                           |                                           |                                           |                                           |                                           |

## Награди
- Медал на НАСА за участие в космически полет (1993).